# Пашечко Михайло Іванович
Михайло Іванович Пашечко (27 січня 1957, с. Острів'я Шацького району Волинської області) — доктор технічних наук, професор, Національного університету «Львівська політехніка». Кандидат технічних наук (1985 р. за спеціальністю «Металознавство та термічна обробка металів» м. Львів, Фізико-механічний інститут НАН України), доктор технічних наук (1992 р.), доктор хабілітований (Польща, 1997 р. за спеціальностями «Матеріалознавство» та «Тертя та зношування в машинах», м. Київ, Інститут проблем матеріалознавства  НАН України), професор (2001 р. за спеціальністю фізика металів та матеріалознавство), член-кореспондент української академії наук національного прогресу (1992 р.), лауреат державної премії ім. М. Островського в галузі науки і техніки (1986 р.), найкращий молодий винахідник м. Львова (1986 р.). Заступник голови наукового товариства ім. Т. Шевченка у Львові. Неодноразово відзначений ректором Люблінського політехнічного інституту нагородами I—III рівня за досягнення в науковій, дидактичній та громадській діяльності.

## Життєпис

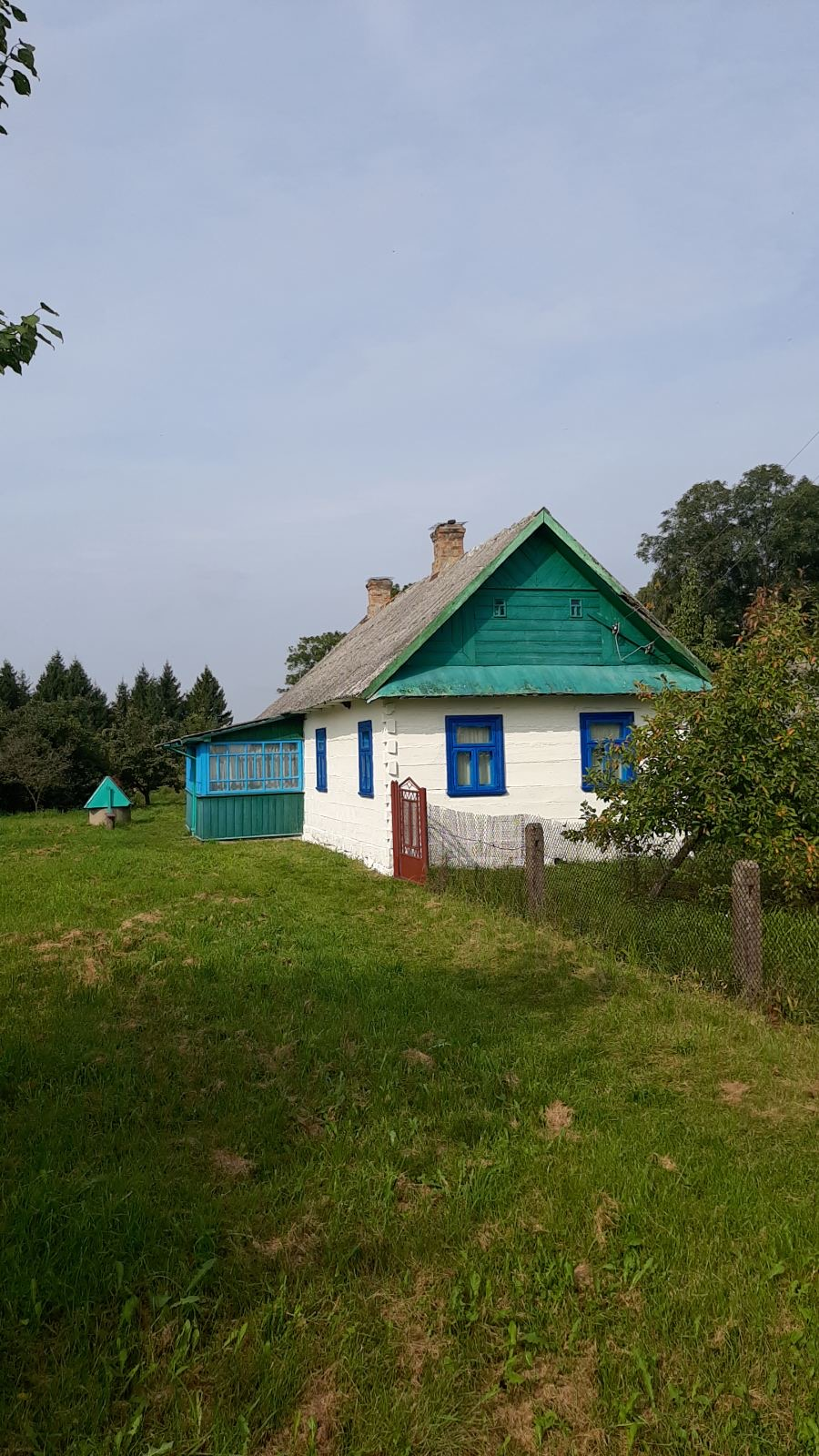
Батьківська хата

Закінчив Острів'янську восьмирічну (1972 р.) та Піщанську середню (1974 р.) школи, фізико-математичну школу при фізичному факультеті Львівського державного університету ім. І. Франка (1972—1974 рр.), Львівський  державний університет ім. І. Франка (1979 р.) за спеціальністю фізика, викладач фізики. 1979—1997 — інженер, молодший науковий співробітник, науковий співробітник, старший науковий співробітник, завідувач відділу (1992—2005 рр.) «Зносостійких покриттів» Фізико–механічного інституту Національної Академії  Наук України, м. Львів. 1997—2007 — професор кафедри «Фізики металів та матеріалознавства» Національного університету «Львівська політехніка». В 1997 р. зарахований за конкурсом на посаду професора кафедри «Основ Техніки» Люблінського політехнічного інституту, Польща. З 2007 по 2012 р. вибраний на посаду декана новоствореного факультету «Основ Техніки». Від 2009 — професор, завідувач кафедри «Методики трудового навчання та технічних дисциплін» Кременецької обласної гуманітарно–педагогічної академії.

## Наукова діяльність
Професор Михайло Пашечко отримав важливі наукові результати і сформулював теоретичні основи процеса кристалізації розплаву евтектичного складу на основі системи Fe-Mn-C-B при формуванні композиційних дисперсійно зміцнених покриттів з градієнтом структури. Запропонував механізм їх формування, який полягає у контактному евтектичному плавленні в системі метал-покриття. Науково обґрунтовано, що легування розроблених евтектичних сплавів можна проводити необхідними металевими елементами Періодичної системи Менделєєва, наприклад Cr, Ni, W, V, Ti, Cu та іншими з метою одержання сплавів та покриттів заданого хімічного та структурно-фазового складу з відповідними фізико-механічними та трибологічними властивостями.
Вперше в світовій літературі показано, що в процесі фрикційної взаємодії розроблених евтектичних сплавів відбувається сегрегація атомів С, В та Si на поверхню тертя. При цьому формуються на поверхні тертя стехіометричні і нестехіометричні вторинні наноструктури до глибини порядку 50-100 Å (в основному на основі B2O3, SiO2) котрі і визначають довговічність триботехнічних систем. Це обумовлено термічною ативацією дифузійних процесів при фрикційному розігріві поверхні тертя. Проведено термодинамічний аналіз протікання хімічних реакцій в процесі тертя.
Наукові розробки професора М. Пашечка пройшли широку апробацію і впроваджені для підвищення довговічності широкої номенклатури деталей геологорозвідувального, вугільного, хімічного нафтодобувного обладнання, будівельних і дорожніх машин, сільськогосподарської техніки, технологічного оснащення як при їх виготовленні, так і відновленні. Розроблені евтектичні порошкові матеріали і сплави типу «ФМІ-ПР» серійно випускаються НВО «Тулачормет» (Росія), Торезьким заводом наплавлювальних твердих сплавів. У порівнянні з відомими в світі порошками фірм «Кастолін» (Швейцарія), «Метко» (Італія-США), «Eutectic» (США) вони володіють рядом суттєвих переваг. Проведено ряд досліджень з ракетного машинобудування для Південного машинобудівного заводу, м. Дніпропетровськ. Підшипники зміцнені евтектичними покриттями дозволили провести бурові роботи на Кольській найбільш глибокій скважині (глибина понад 8 км). Збільшено зносостійкість з 2-3 до 45 днів робочих органів для подрібнення автомобільних шин (Польща) і пластикових пляшок (м. Львів). Розроблені і виробляються фірмою WOLCO (Польща) інноваційні порошкові дроти діаметром від 1,2 до 4 мм для поверхневого зміцнення деталей машин і механізмів які працюють в умовах в основному абразивного зношування.
М. Пашечко — автор та співавтор понад 350 наукових праць, у тому числі понад 20 наукових монографій «Формування та фрикційна стійкість евтектичних покриттів» (1993 р.), «Теоретичні та методичні основи викладання загальнотехнічних дисциплін: інтегративний підхід» (2003 р.), «Поверхневе руйнування та відновлення виробів» (2005 р.), «Трибомеханіка. Триботехніка. Триботехнології» (2006 р.), «Komputerowe wspomaganie w obliczeniach inżynierskich. Mathcad» (2013 р.), та 3 навчальних підручників «Трибологія» (2009 р.), «Zastosowanie programu Mathcad do rozwiązywania wybranych zagadnień inżynierskich» (2011 r.) та інших. Понад 70 наукових праць перекладено і видано в США (New York) і понад 50 опубліковано в Польщі. Автор 32 патентів та авторських свідоцтв, з них 2 патенти одержано в Польщі.
Під його керівництвом, або за сприянням захищено 5 докторських і 6 кандидатських дисертацій, з них 3 в Польщі.
Член Вищої Атестаційної Комісії України (1992—1998 рр.), секції фізико-технічних проблем матеріалознавства Міністерства освіти і науки України, спеціалізованої вченої ради по захисту кандидатських і докторських дисертацій при Фізико-механічному інституті НАН України (1992—2007 рр.), редакційних колегій міжнародних наукових журналів «Advances in Science and Technology Research Journal» (Польща), «Проблеми трибології» (м. Київ), «Проблеми тертя та зношування» (м. Хмельницький), головний редактор з польської сторони, «Машинознавство» (м. Львів, 1997—2007 рр.), «Фізико-хімічна механіка матеріалів» (м. Львів, 1992—1997 рр.), видання «Наукові праці Товариства ім. Т. Шевченка» (м. Львів) та інших. Результати наукових досліджень доповідались на міжнародних науково–технічних конференціях:
- «2nd International Conference on Advanced Functional Materials (ICAFM 2017)» (Los Angeles, 2017)[1].;
- «2nd International Conference on Sustainable Materials Science and Technology (SMST2)» (Canary Island/Spain, 2017)[2].;

- «Green chemistry and Sustainable Engineering» (Rome, Italy, 2016 r.);[3]
- «Sustainable Materials» (Paris, France, 2015 r.);
- «4TH Nano Today Conference» (Dubai, Arab Emirate Dirham, 2015 r.);[4]
- «First International Conference on Mechanics of Composites» (Stony Brook University, New York, USA, 2014 r.);[5]
- «Wear of Materials» (Las Vegas, USA, 2009 r.);[6]
- «Euromat» (Munich, Germany, 1999 r.);
- «Les problems contemporaints de la technosphere et de la formation des cadres d'ingenieurs//Recueil des exposes des participants de Ш-VII Conferences Internationale scientifigue et methodigue» (Suss-2013 r., Dzerba-2012 r., Hammamet-2010 r., Suss-2009 r., Tunisie, Africa) та інших.

## Цікаві факти
Підтримував дружні стосунки із відомими вченими та особистостями: Іваном Вакарчуком, Ігорем Юхновським, Георгієм Максимовичем, Володимиром Голубцем, Олегом Романівим, Іваном Макаром та іншими.